# Andrena leptopyga
Andrena leptopyga är en biart som beskrevs av Pérez 1895. Andrena leptopyga ingår i släktet sandbin, och familjen grävbin. Inga underarter finns listade i Catalogue of Life.